# Acid hexatriacontilic
Acidul hexatriacontilic (cunoscut și sub denumirea de acid hexatriacontanoic) este un acid carboxilic liniar cu formula de structură restrânsă CH3-(CH2)34-COOH. Este un acid gras saturat, având 36 atomi de carbon.